# 30830 Jahn
30830 Jahn este un asteroid din centura principală, descoperit pe 14 octombrie 1990, de Freimut Börngen și Lutz Schmadel.